# شهرستان فرگوسن، شهرستان کلیرفیلد، پنسیلوانیا
شهرستان فرگوسن (به انگلیسی: Ferguson Township ) یک ناحیه قابل سکونت در ایالات متحده آمریکا می باشد که در شهرستان کلیرفیلد ، پنسیلوانیا  قرار گرفته است. جمعیت این شهرستان در سرشماری سال ۲۰۲۰، ۵۴۵ نفر تخمین زده شده. 

## جغرافیا
بر اساس آمار اداره سرشماری ایالات متحده ، مساحت این شهرستان ۲۳٫۸ مایل مربع (۶۲ کیلومتر مربع) می باشد.که ۲۳٫۶ مایل مربع (۶۱ کیلومتر مربع) زمین و ۰٫۲ مایل مربع (۰٫۵۲ کیلومتر مربع) می باشد (۶۷/۰درصد) آب می باشد.

## جوامع
- گاززم
- لامبر سیتی از تاریخ ۶ ژانویه ۲۰۱۴
- مارون

## جمعیت شناسی
طبق سرشماری  سال ۲۰۰۰، ۴۱۰ نفر، ۱۵۸ خانوار و ۱۱۴ خانواده در این شهرستان مشغول زندگی می باشند. تراکم جمعیت این شهرستان۱۷.۴ نفر در هر مایل مربع (۶.۷ / کیلومتر مربع) بود. ۲۰۰ واحد ساختمانی با تراکم میانگین ۸.۵ بر متر مربع وجود داشت مایل (۳.۳ / کیلومتر مربع). ترکیب نژادی شهرستان ۹۹.۲۷٪ سفید ، ۰.۲۴٪ آسیایی ، ۰.۲۴٪ جزیره اقیانوس آرام ، ۰.۲۴٪ از نژادهای نظایر بود .
تعداد ۱۵۸ خانواده بود که از این تعداد ۲۹.۷ درصد با دارا بودن فرزندان زیر ۱۸ سال بودند که با آنان مشغول زندگی بودند، ۶۲.۰ درصد از آنان متاهل بودند که با هم مشغول زندگی بودند، ۶.۳درصد آنان خانه دار زن بدون حضور شوهر و ۲۷.۸ درصد آنان غیرخانواده تشکیل می دادند. ۲۴.۷٪ از همه خانوار ها را افراد ایجاد می نمودند، و۱۱.۴٪ افراد مجردی مشغول زندگی بودند که ۶۵ سال یا بیش از این ها وجود داشت. متوسط بعد خانواده ۲.۵۹ و متوسط بعد خانواده ۳.۱۰ بود.
جمعیت در شهرستان نابسامان بود، با ۲۴.۹٪ زیر ۱۸ سال، ۸.۰٪ از ۱۸ تا ۲۴ سال تشکیل می داد، ۲۸.۳٪ از ۲۵ به ۴۴ سال را تشکیل می داد، ۲۲.۰٪ از ۴۵ به ۶۴ تشکیل می داد، و ۱۶.۸٪ افراد ۶۵  سال یا بیشتر از این را تشکیل می داد . حدواسط سنی این شهرستان ۳۷ سال بود. به ازای هر ۱۰۰ زن ۱۰۵.۰ مرد موجود بود. به ازای هر ۱۰۰ زن ۱۸ ساله و بالاتر از این سن، ۱۰۶.۷ مرد موجود بود.
حدواسط درآمد یک خانواده در شهرستان ۳۰,۲۵۰ دلار و حدواسط درآمد یک خانواده ۳۶,۶۲۵ دلار بود. درآمد میانگین مردان ۲۷,۸۴۱ دلار در برابر ۱۶,۱۱۱ دلار برای زنان بود. درآمد سرانه برای این شهرستان ۱۴,۳۳۷ دلار بود. نزدیک ۹.۹ درصد از خانوار ها و ۱۱.۲ درصد از جمعیت زیر خط فقر  بودند، از غبیل ۳.۱درصد از افراد زیر ۱۸ سال و ۱۹.۰ درصد از افراد ۶۵سال یا بیشتر این را تشکیل می دادند.